# Puente in Love
Puente in Love è un album di Tito Puente, pubblicato dalla Tico Records nel 1958.

## Tracce
Lato A
1. My Funny Valentine – 2:42 (Richard Rodgers, Lorenz Hart)
2. The Continental – 2:52 (Con Conrad, Herbert Magidson)
3. Autumn in Rome – 2:33 (Sammy Cahn, Paul Weston, Alessandro Cicognini)
4. Philadelphia Mambo – 2:47 (Tito Puente)
5. All of You – 2:47 (Cole Porter)
6. Cool Mambo – 2:33 (Charlie Palmieri)

Lato B
1. Invitation – 2:53 (Bronislaw Kaper)
2. Rainfall – 2:45 (Eddie Heywood)
3. Autumn Leaves – 3:10 (Johnny Mercer, Jacques Prévert, Joseph Kosma)
4. Temptation – 2:20 (Nacio Herb Brown, Arthur Freed)
5. Mambo tipico – 2:47 (Tito Puente, Gilberto Valdes)
6. Nuevo mambo – 2:50 (Tito Puente)

## Musicisti
- Tito Puente - timbales, vibrafono, percussioni
- Tito Puente & His Orchestra